# Bivacco Savoie
De Bivacco Savoie (Frans: bivouac Savoie) is een hut in het Val di Ollomont onder de Col de Valsorey. De enige doorgang van het Val di Ollomont in Italië naar de Valsorey in Zwitserland.
 De hut ligt op 2651 meter hoogte in de gemeente Ollomont in het Aostadal in Italië. Het is een onbewoonde hut waar plaats is voor 12 mensen.

## Beklimmingen
- Mont Vélan (3708 m) via Corni del Vélan (3620 m)
- Valsorey via Col de Valsorey (3107 m) en Glacier de Valsorey
- Aguille des Luisettes (3211 m) en Glacier de  By

## Bereikbaarheid
Er zijn meerdere manieren om bij Bivacco Savoie te komen.
- Vanaf Glassier d'Ollomont via pad nº 3 langs Bereuà en Chesal naar Bivacco Savoie. (kortste route)
- Vanaf Glassier d'Ollomont via het stuwmeer Lago di By, Porchère en La Tsa di Porchère.
- Als rondwandeling vanaf Doues en Champillon via de Tour des Combins of vanaf By.